# Darrius Heyward-Bey
Darrius Heyward-Bey (Silver Spring, 26 febbraio 1987) è un giocatore di football americano statunitense che gioca nel ruolo di wide receiver per i Pittsburgh Steelers della National Football League. Fu scelto nel corso del primo giro (7º assoluto) del Draft NFL 2009 dagli Oakland Raiders. Al college giocò a football alla University of Maryland, College Park.

## Oakland Raiders
Dopo essersi classificato primo all NFL Combine nella corsa delle 40 yard con un tempo di 4,30 secondi, Heyward-Bey fu scelto nel corso del primo giro del Draft 2009 dai Raiders. Il 30 luglio firmò un contratto di 5 anni per 38.250.000 dollari di cui 23.500.000 dollari garantiti con un sesto anno opzionale. Debuttò il 14 settembre contro i San Diego Chargers, il 26 novembre contro i Dallas Cowboys fece il suo primo touchdown in carriera. Saltò le ultime 5 partite per un infortunio al piede. La sua stagione fu negativa, soprattutto per essersi fatto sfuggire numerose ricezioni; concluse con la media di meno di una ricezione per partita.

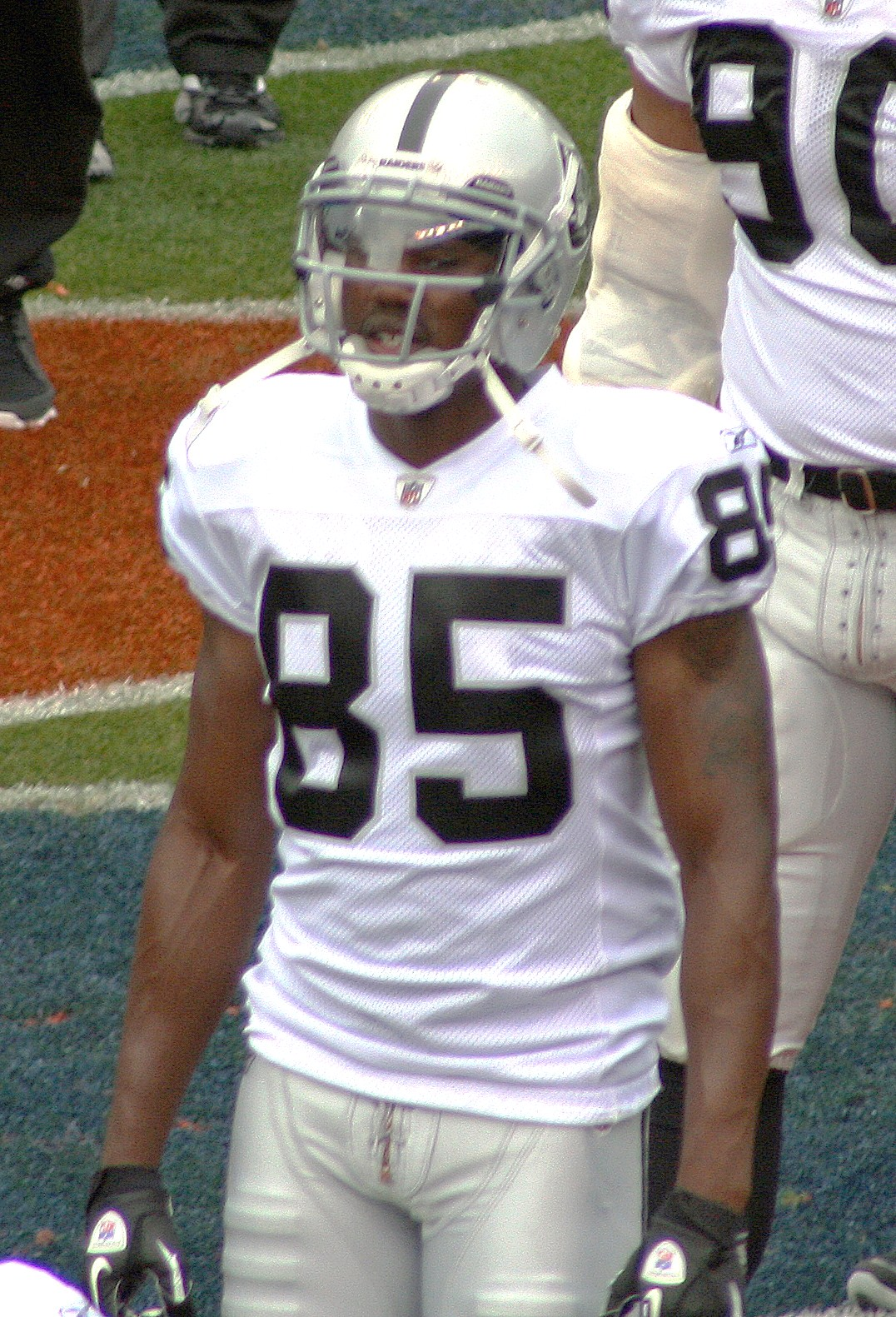
Heyward-Bey con i Raiders

Il 7 aprile 2010 decise di cambiare il numero della sua maglia prendendo l'85. L'allenatore capo Tom Cable in una intervista disse: "Heyward-Bey è molto migliorato ed è diventato più sicuro nella presa". Rispetto alla sua prima stagione ci fu un leggero miglioramento nelle sue statistiche, ma in varie partite fu poco usato sui lanci e chiuse con non molte yard a suo favore. Giocò in 15 partite di cui 14 da titolare.
Nella statione 2011 nella prima partita contro i Denver Broncos venne usato spesso nei giochi d'attacco, ricevette per ben 4 volte per un totale di 44 yard. Purtroppo nella settimana successiva si infortunò al ginocchio durante l'allenamento e saltò la seconda partita della stagione regolare. Una volta rientrato diventò finalmente un punto di riferimento dell'attacco dei Raiders. Chiuse la stagione saltando in totale 3 partite per infortunio, ma ricevette per 975 yard. Ben in tre partite superò le 100 yard su ricezione a partita.
Nella stagione successiva, il 23 settembre 2012 contro i Pittsburgh Steelers dopo aver realizzato un touchdown di 3 yard su lancio di Carson Palmer nel 4º quarto subì un grave infortunio al collo e una commozione cerebrale che lo costrinse ad uscire in barella.. A causa di questo incidente saltò la partita contro i Denver Broncos. Il 28 ottobre contro i Kansas City Chiefs realizzò il suo secondo TD stagionale su una ricezione di 32 yard. L'11 novembre contro i Baltimore Ravens fece un TD su una ricezione di 55 yard. Il 6 dicembre contro i Denver Broncos realizzò il 4 TD stagionale su una ricezione di 56 yard. Il 16 dicembre contro i Kansas City Chiefs recuperò nel terzo quarto un fumble del compagno di squadra Denarius Moore sulle 30 yard avversarie. Nell'ultima partita della stagione regolare contro i San Diego Chargers fece il suo 5 TD in stagione su una ricezione di 9 yard.
Il 12 marzo 2013 i Raiders per migliorare la loro condizione sul tetto salariale, lo rilasciarono.

## Indianapolis Colts
Il 1º aprile 2013, Heyward-Bey firmò un contratto annuale del valore di 3 milioni di dollari con gli Indianapolis Colts. Il primo touchdown con la nuova maglia lo segnò nella settimana 7, in cui i Colts inflissero la prima sconfitta stagionale ai Denver Broncos.

## Pittsburgh Steelers
Il 2 aprile 2014, Heyward-Bey firmò un contratto di un anno coi Pittsburgh Steelers. Il primo touchdown con la franchigia della Pennsylvania lo segnò nel secondo turno della stagione successiva contro i 49ers.

## Statistiche
| Partite totali         | 72    |
| Partite da titolare    | 64    |
| Ricezioni              | 169   |
| Yard su ricezione      | 2.380 |
| Touchdown su ricezione | 12    |

Statistiche aggiornate alla stagione 2013